# Wonder Boy in Monster World
Wonder Boy in Monster World, conocido en Japón como Wonder Boy V: Monster World III (ワンダーボーイV モンスターワールドIII Wandā Bōi V Monsutā Wārudo III?) es un videojuego de rol de acción con scroll lateral desarrollado originalmente por Westone Bit Entertainment y publicado por Sega para Mega Drive en 1991. Es el quinto juego de la serie Wonder Boy y el tercero de la subserie Monster World tras Super Wonder Boy: Monster World para la Sega Mark III japonesa y Monster World II: Dragon no Wana para la Game Gear, también en Japón. Fue también el último título de Wonder Boy que tuvo un lanzamiento oficial en inglés, hasta la publicación en 2012 de Monster World IV en la Consola Virtual de Wii.
También se hicieron versiones para otras plataformas. En 1993 Sega publicó una versión para Master System específicamente para el mercado europeo, mientras que en 1994 Hudson Soft rediseñó en juego para PC Engine CD bajo el título de The Dynastic Hero (超英雄伝説ダイナスティックヒーロー Chō Eiyū Densetsu Dainasutikku Hīrō?), presentando una temática y elenco de personajes totalmente nuevos. En 1996 sería Tec Toy la que rediseñaría la versión para Mega Drive de cara a su lanzamiento en el mercado brasileño para vincularla con la serie de comic books Mónica y sus amigos (Turma da Mônica) publicando el juego con el título de Turma da Mônica na Terra dos Monstros. En 2007, la versión para Mega Drive y el título rediseñado para PC Engine CD fueron reeditados en la Consola Virtual de Wii. El 23 de mayo de 2012, Wonder Boy in Monster World apareció en Xbox Live Arcade (dentro del recopilatorio Sega Vintage Collection: Monster World) y también en PlayStation Network.